# Барра-де-Навидад
Барра-де-Навидад (исп. Barra de Navidad) — посёлок в Мексике, в штате Халиско, входит в состав муниципалитета Сиуатлан. Численность населения, по данным переписи 2020 года, составила 4266 человек.

## Общие сведения
Название Barra de Navidad (с исп. — «Бар Рождества») заимствовано у залива, на берегу которого расположен посёлок.
Формальной датой основания поселения считается 25 декабря 1540 года, когда в этом месте высадился Антонио де Мендоса, пытавшийся подавить восстание в Новой Галисии.
В поселении была построена верфь, где строились корабли для новых экспедиций.
24 июня 1542 года Хуан Кабрильо отправился с тремя кораблями в поисках пролива Аниан, открыв Калифорнийский полуостров.
В 1564 году из Барра-де-Навидада отправились четыре корабля, подготовленные Хуан Пабло де Каррионом. Экспедицию возглавили Андрес Урданета и Мигель Лопес де Легаспи, отплыв для завоевания Филиппинских островов. После этого верфь была разобрана, и поселение осталось почти безлюдным. Там остался большой крест, который испанцы поставили в начале своей работы. В 1587 году голландский капер Франсиско Камбрио увидев крест, высадился на берег и поджег его.
16 декабря 1825 года указом президента в порту разрешена торговля каботажных и иностранных судов.
Посёлок расположен на побережье Тихого океана в 300 км к юго-западу от столицы штата, города Гвадалахара, являясь конечной точкой федеральной трассы 80.

## Население
| Год  | Численность | Численность |
| ---- | ----------- | ----------- |
| 2000 | 3386        | [ 7 ]       |
| 2005 | 3532        | [ 8 ]       |
| 2010 | 4324        | [ 9 ]       |
| 2020 | 4266        | [ 10 ]      |